# أقموسة زامبيزي
أُقموسة زامبيزي أو ذو الشعر الجذاب الزامبيزي (الاسم العلمي: Eucomis zambesiaca)، نبات بصلي الشكل من فصيلة الهليونية.
منبتها إفريقيا الجنوبية، من زيمبابوي عبر ملاويإلى مقاطعة ليمبوبو في جنوب إفريقيا. وهي واحدة من أصغر الأنواع في جنس الأقموسة، وردتها ورقية يبلغ قطرها حوالي 45 سم (18 بوصة) وزهورها بيضاء في ارتفاع يصل إلى حوالي 30 سم (12 بوصة).
E. zambesiaca «القزم الأبيض» هو صنف يباع غالبًا في أوروبا تحت اسم نوع غير صحيح Eucomis autumnalis.